# William James Sidis

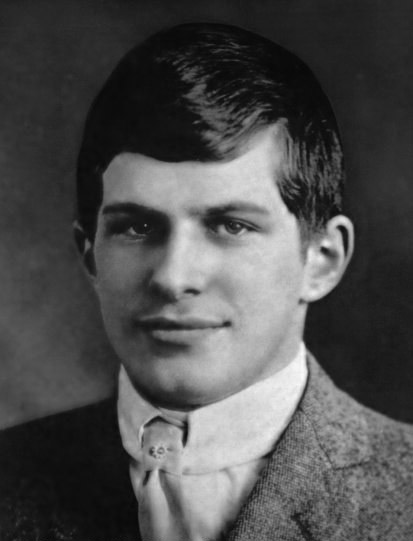
William James Sidis (1914)

William James Sidis (* 1. April 1898 in New York City; † 17. Juli 1944 in Boston) war ein US-amerikanisches Wunderkind mit außergewöhnlichen mathematischen und sprachlichen Fähigkeiten. Bemerkenswert ist sein 1920 erschienenes Buch The Animate and the Inanimate, in dem er über den Ursprung des Lebens im Kontext der Thermodynamik spekulierte. Sidis wurde in besonderer Weise von seinem Vater, dem Psychiater Boris Sidis, erzogen, der sich wünschte, dass sein Sohn begabt sei, und ihn als Hochbegabten erzog. Sidis wurde zunächst für seine Frühreife und später für seine Exzentrizität und seinen Rückzug aus dem öffentlichen Leben berühmt. Schließlich sagte er sich von der Mathematik los und schrieb unter einer Reihe von Pseudonymen über andere Fächer. Er trat im Alter von elf Jahren in die Harvard-Universität ein und als Erwachsener wurde ihm ein extrem hoher IQ und die Beherrschung von etwa 25 Sprachen und Dialekten nachgesagt. Einige dieser Behauptungen wurden nicht überprüft, aber viele seiner Zeitgenossen, darunter Norbert Wiener, Daniel Frost Comstock und William James, unterstützten die Behauptung, er sei äußerst intelligent.

## Leben

### Eltern und Erziehung (1898–1908)
Sidis war der Sohn von Sarah (geb. Mandelbaum) und Boris Sidis. Seine jüdischen Eltern waren nach Pogromen aus der Ukraine ausgewandert. Sarah besuchte die Boston University und schloss 1897 ihr Studium an der Boston University School of Medicine ab.
William Sidis wurde nach seinem Patenonkel William James, einem Freund und Kollegen seines Vaters, benannt. Boris Sidis war Psychiater, veröffentlichte zahlreiche Bücher und Artikel und leistete Pionierarbeit auf dem Gebiet der Psychopathologie und der abnormalen Psychologie. Er war polyglott, und sein Sohn William sollte schon in jungen Jahren ebenfalls mehrsprachig werden.
Die Eltern zogen ihn von frühster Kindheit an nach speziellen Lernmethoden auf, die darauf abzielten, ihn zu einem Genie zu erziehen. Schon im Alter von 18 Monaten konnte er lesen (Hyperlexie) und bis zu seinem achten Lebensjahr hatte er bereits vier Bücher geschrieben. Bis zum Alter von acht Jahren soll er sich acht Sprachen (Latein, Griechisch, Französisch, Russisch, Deutsch, Hebräisch, Türkisch und Armenisch) selbst beigebracht haben und erfand eine weitere, die er „Vendergood“ nannte.

### Harvard-Universität und Hochschulleben (1909–1915)
Sein Vater wollte ihn im Alter von neun Jahren an der Universität immatrikulieren, diese weigerte sich aber, weil er noch ein Kind war. 1909 stellte Sidis einen Rekord auf, indem er die jüngste Person wurde, die sich je an der Harvard-Universität immatrikulierte. Er begann sein Studium am 11. Oktober 1909 an der Harvard-Universität mit elf Jahren als Teil eines Sonderprogramms für hochbegabte Kinder, zu der u. a. junge Menschen wie Norbert Wiener und Roger Sessions gehörten. Anfang 1910 war Sidis’ Beherrschung der höheren Mathematik so groß, dass er im Harvard Mathematical Club Vorlesungen über vierdimensionale Körper hielt, die ihm landesweite Aufmerksamkeit einbrachten. Kybernetik-Pionier Norbert Wiener, ebenfalls ein Wunderkind, der zu dieser Zeit auch Harvard besuchte und Sidis kannte, erklärte später in seinem Buch Ex-Prodigy (Ex-Wunderkind): „Der Vortrag hätte einem Studenten im ersten oder zweiten Studienjahr, egal welchen Alters, zur Ehre gereicht. […] der Vortrag stellte den Triumph der ungestützten Bemühungen eines sehr brillanten Kindes dar.“ Der MIT-Physikprofessor Daniel F. Comstock war voll des Lobes: „Carl Friedrich Gauß ist von allen Wunderkindern das einzige Beispiel in der Geschichte, dem Sidis ähnelt. Ich sage voraus, dass der junge Sidis ein großer astronomischer Mathematiker sein wird. Er wird neue Theorien entwickeln und neue Wege zur Berechnung astronomischer Phänomene erfinden. Ich glaube, dass er ein großer Mathematiker sein wird, der in dieser Wissenschaft in der Zukunft führend sein wird.“ Sidis begann 1910 ein Vollzeitstudium und erwarb am 18. Juni 1914 im Alter von 16 Jahren seinen Bachelor of Arts, Abschluss cum laude.
Über die erstaunliche Entwicklung ihres Sohnes veröffentlichten die Eltern akademische Artikel. Das große Interesse der Medien und der wissenschaftlichen Institutionen empfand der Harvard-Student William James Sidis als erdrückend. Kurz nach seinem Abschluss sagte er Reportern, dass er das perfekte Leben führen wolle, was für ihn ein Leben in Abgeschiedenheit bedeutete. Er gewährte einem Reporter des Boston Herald ein Interview. Die Zeitung berichtete über Sidis’ Gelübde, im Zölibat zu bleiben und niemals zu heiraten, da ihm Frauen nicht zusagten. Später entwickelte er eine starke Zuneigung zu Martha Foley, die ein Jahr älter als er war, und schrieb sich an der Harvard Graduate School of Arts and Sciences ein.
Laut The Prodigy: a Biography of William James Sidis diente er vor seiner Abreise kurz beim Völkerbund, weil US-Präsident Woodrow Wilson die während des Ersten Weltkriegs stationierten Truppen nicht abziehen wollte. Er äußerte sich freimütig über seinen Pazifismus.

### Lehre und Weiterbildung (1915–1919)
Nachdem eine Gruppe von Harvard-Studenten Sidis physisch bedroht hatte, besorgten ihm seine Eltern einen Job im William Marsh Rice Institute for the Advancement of Letters, Science, and Art (jetzt Rice University) in Houston, Texas, als Assistent für Mathematikunterricht. Er kam im Dezember 1915 im Alter von 17 Jahren nach Rice, wo er auf seine Promotion hinarbeitete.
Sidis unterrichtete drei Klassen: Euklidische Geometrie, nicht-euklidische Geometrie und Mathematik im ersten Semester (er schrieb ein Lehrbuch für den euklidischen Geometriekurs auf Griechisch). Nach weniger als einem Jahr verließ Sidis, frustriert von der Fachschaft, den Lehranforderungen und der Behandlung durch seine Studenten, die älter waren als er selbst, seinen Posten und kehrte nach Neuengland zurück. Als ein Freund ihn später fragte, warum er weggegangen sei, antwortete er: „Ich wusste nie, warum sie mir die Stelle überhaupt gegeben haben – ich bin kein guter Lehrer. Ich bin nicht gegangen: Ich wurde gebeten, zu gehen.“ Sidis gab sein Streben nach einem Hochschulabschluss in Mathematik auf und schrieb sich im September 1916 an der Harvard Law School ein, zog sich aber in seinem letzten Studienjahr im März 1919 zurück.

### Politik und Verhaftungen (1919–1921)
Mit 16 Jahren hatte er genug und konnte sein Studium trotz seiner überragenden Intelligenz nicht beenden. Er beschloss, sehr zum Verdruss seiner Eltern, gegen seine Umwelt zu rebellieren, und wurde 1919 wegen Anstiftung zum Aufstand und Rekrutierung von Jugendlichen für die kommunistische Bewegung verhaftet. Durch den Einfluss der Eltern wurde er aus dem Gefängnis entlassen. Doch sein Trotz gegen die Gesellschaft und gegen die Eltern war ungebrochen. Er organisierte weiterhin Proteste gegen den Kapitalismus und ließ sich von der Staatsgewalt nicht einschüchtern. Er wurde schließlich zu zwei Jahren Gefängnis verurteilt.
1919, kurz nach Abbruch seines Jurastudiums, wurde Sidis wegen Teilnahme an einer sozialistischen Parade in Boston, die in Ausschreitungen mündete, verhaftet. Nach dem Aufruhrgesetz von 1918 wurde er vom Richter am Stadtgericht Roxbury, Albert F. Hayden, zu 18 Monaten Gefängnis verurteilt. Sidis’ Verhaftung wurde in den Zeitungen prominent erwähnt, da er durch seinen frühen Harvard-Abschluss eine lokale Persönlichkeit war. Während des Prozesses erklärte Sidis, dass er ein Wehrdienstverweigerer des Ersten Weltkriegs sei, ein Sozialist, und dass er nicht an einen Gott als den „Großen Chef der Christen“ glaube. Später entwickelte er seine eigene libertaristische Philosophie, die auf individuellen Rechten und „der amerikanischen sozialen Kontinuität“ basierte. Sein Vater handelte mit dem Bezirksstaatsanwalt aus, dass Sidis nicht ins Gefängnis musste, bis seine Berufung vor Gericht kam; seine Eltern hielten ihn stattdessen ein Jahr lang in ihrem Sanatorium in New Hampshire fest. Sie brachten ihn nach Kalifornien, wo er ein weiteres Jahr verbrachte. Während er im Sanatorium war, machten sich seine Eltern daran, ihn zu „reformieren“, und drohten ihm mit der Überstellung in eine Irrenanstalt.

### Späteres Leben
Themen, mit denen sich Sidis unter anderem in seinen wissenschaftlichen Schriften befasste, waren die vierte Dimension, die Geschichte der amerikanischen Ureinwohner, Kosmologie und Psychologie. Zudem beschäftigte er sich mit Eisenbahn- und Straßenbahn-Systemen, über die er unter dem Pseudonym Frank Folupa auch eine Studie veröffentlichte.
Aufgrund des Medieninteresses an seiner Person zog Sidis sich zunehmend zurück. Er starb 1944 an einer Gehirnblutung.

## Werke
- Midyear Examination in Astronomy 4, Examination bluebook, 7. Februar 1912, OCLC 77074980.
- A remark on the occurrence of revolutions, in: Journal of Abnormal Psychology, Vol. 13, Nr. 4, 1918, S. 217–224, doi:10.1037/h0069397.
- The animate and the inanimate. Badger, Boston, MA 1925, OCLC 9380914.
- Notes on the collection of transfers. Dorrance, Philadelphia, PA 1926, OCLC 12202127.